# Циммерман, Маттиас (художник)
Маттиас Циммерман (нем. Matthias A. K. Zimmermann; р. 1981, Базель) — швейцарский медиахудожник. Его работы были представлены на международных выставках, в Художественном Музее Арау (Швейцария) ,в Музее Изобразительных Искусств Люцерна (Швейцария), а также в Галерее «11,12» в Москве, Винзавод.

Маттиас Циммерман, Замороженный город, 2006, Живопись 160 x 160 cm, Museum of Art Aarau, Швейцария

Маттиас Циммерман, Город снега мире в свете кабинет, 2011, Цифровая печать, 100 x 280 cm

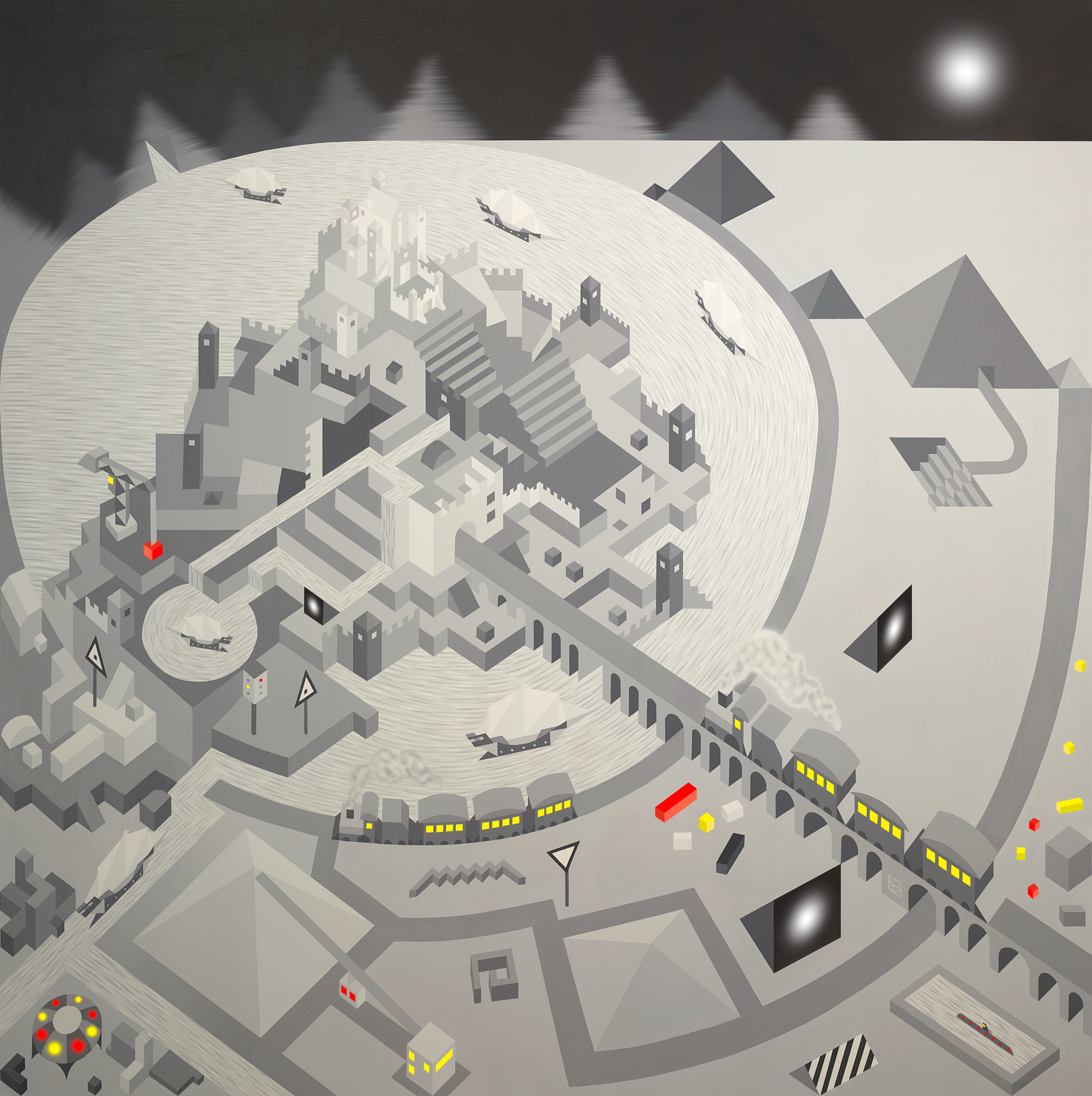
Маттиас Циммерман, Пирамиды Гизы, 2008, Живопись, 160 x 160 cm, Museum of Art Aarau, Швейцария

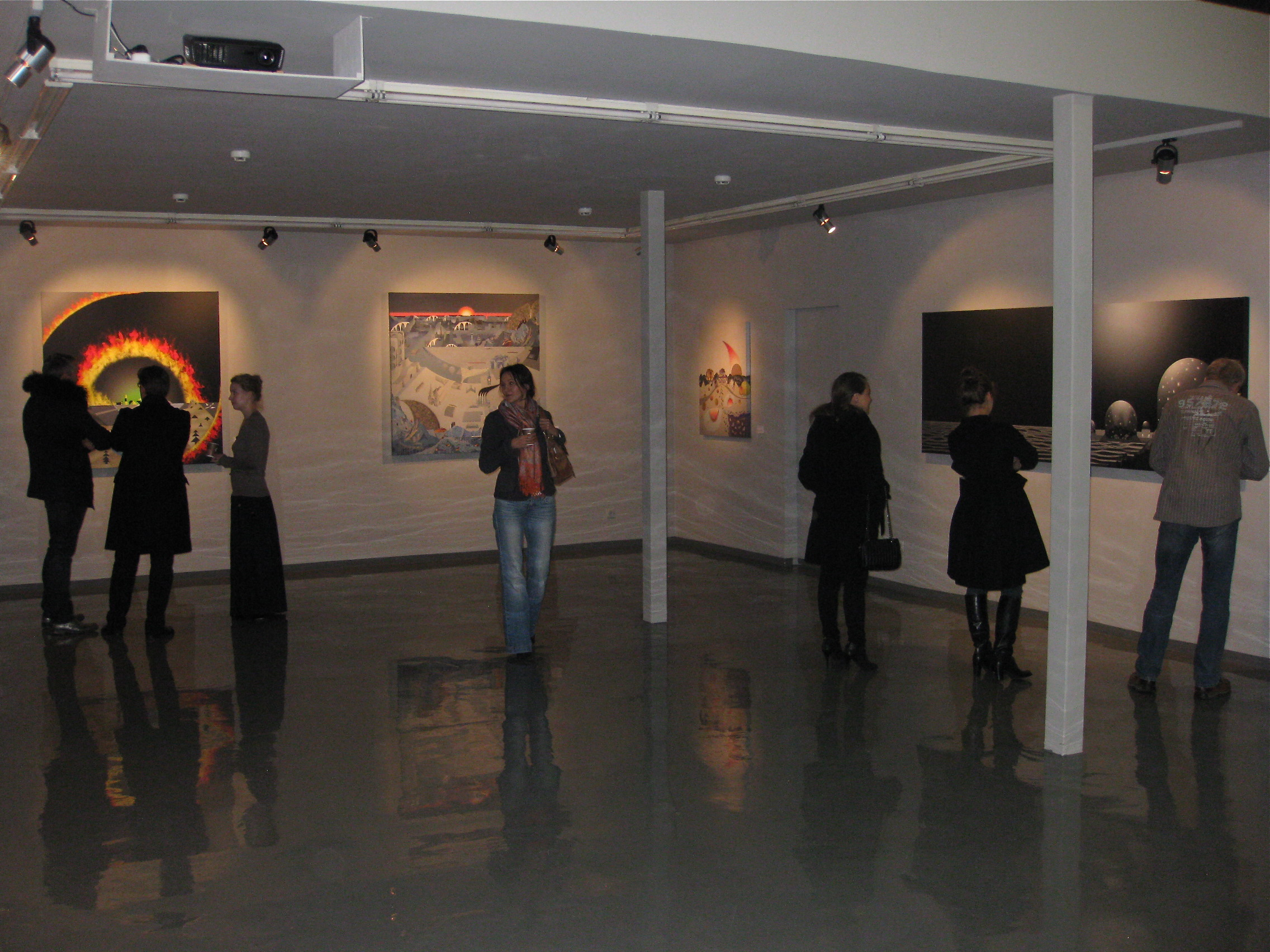
Галерея «11,12» в Москве, Маттиас Циммерман

## Биография
Маттиас Циммерманн родился 6 мая 1981 года в городе Базель, где провел детство и учился в школе. В дальнейшем изучал музыку в Высшей Музыкальной Школе в Берне по предмету искусства и композиции, в Университете Прикладных Наук и Искусств в Цюрихе (искусство и коммуникация),а также теорию художественного образования в Университете Цюриха. Свой творческий путь Маттиас начал, сочиняя симфоническую музыку и композиции для камерных оркестров. Композиционные приемы, которые он применял при создании своих произведений и анализ классической музыки (формы сонаты-аллегро, полифония, запись нот и т. д.) постепенно пробудили в художнике интерес к изобразительному искусству, основанному на формах и мотивах, характерных и для музыкальных произведений. Позднее, Маттиас начинает заниматься изобразительным искусством всерьез, создавая работы, совмещающие живопись с использованием цифровых техник. В Москве, работы Маттиаса Циммермана представлены в Галерее «11:12».

## Работы

### Сюжет, концепция и реализация
Перед тем как художник переместит свою работу на холст, осуществляется долгий творческий процесс, который начинается с набросков, отражающих общий образ будущей работы. Затем идет оцифровка получившегося на холсте изображения, его виртуальная доработка, и последние этапы — высококачественная акриловая печать на холсте и покрытие лаком. Совмещение различных техник в процессе создания работы позволяет развить диалог между разными дисциплинами и подходами в искусстве. Сами изображения можно рассматривать в качестве игры цвета и формы, которые ведут зрителя к новым удивительным открытиям. Используя новые технологии, Маттиас Циммерманн создает работы, совмещающие в себе живопись и цифровые медиа. В работах из серии «Модельные миры» пейзажи представляют собой, прежде всего, пространственные конструкции. Эти пейзажи изображают виртуальные миры, в которых цвет и геометрия пространства четко сбалансированы. Объектами работ являются как полностью выдуманные, так и реально существующие места и здания. Все вместе они выступают в качестве модели реального мира. Источниками вдохновения для художника становятся японские сады, пирамиды, озера, горы, города — топографические объекты со всего мира. Сам художник говорит о своих работах следующее: «Чем-то работы из серии „Модельные миры“ напоминают китайскую игру Танграм. В основе игры лежит задача изображения предметов, фигур и иероглифов при помощи всего семи базовых фигур. Можно сказать, что в „Модельных мирах“ также использовано ограниченное число базовых форм. Таким образом, каждая модель обладает собственной базовой формой, с предопределенными нормами. Эти нормы связаны со свойствами каждой формы, её возможностями взаимодействия и комбинирования с другими формами, и с общим взаимным сочетанием всех форм в целом. Это создает некое подобие „алфавита форм“, который формирует мои модельные пейзажи».

## Музеи

### Выставки
- Музей искусства Арау, Швейцария: «Selection 11», 2011
- Музей искусства Люцерн, Швейцария: «Annual Exhibition», 2011
- Музей компьютерных игр, Берлин (Германия): «Model Worlds – Pictures by Matthias Zimmermann», 2013[6]

### Коллекция произведений искусства
- Технический музей Вены, Австрия
- Odysseum - Science Center, Германия
- Ludwig Museum of Art, Германия
- Museum of Art Aarau, Швейцария
- Buchheim Museum of Fantasy, Германия
- Tucson Museum of Art and Historic Block, Соединённые Штаты Америки
- MoFA - Florida State University / Museum of Fine Arts, Соединённые Штаты Америки
- Museums Quarter, St. Annen-Museum, Германия
- Museum of Communication Frankfurt, Германия
- Museum of Art Göppingen, Германия
- Computer Museum Kiel, Германия
- Computer Games Museum Berlin, Германия
- Немецкий музей игрушки, Германия
- Museum of Contemporary Art - Collection Hurrle, Германия
- Museet for Religiøs Kunst, Дания
- Department of Music, University of Innsbruck, Австрия[7]

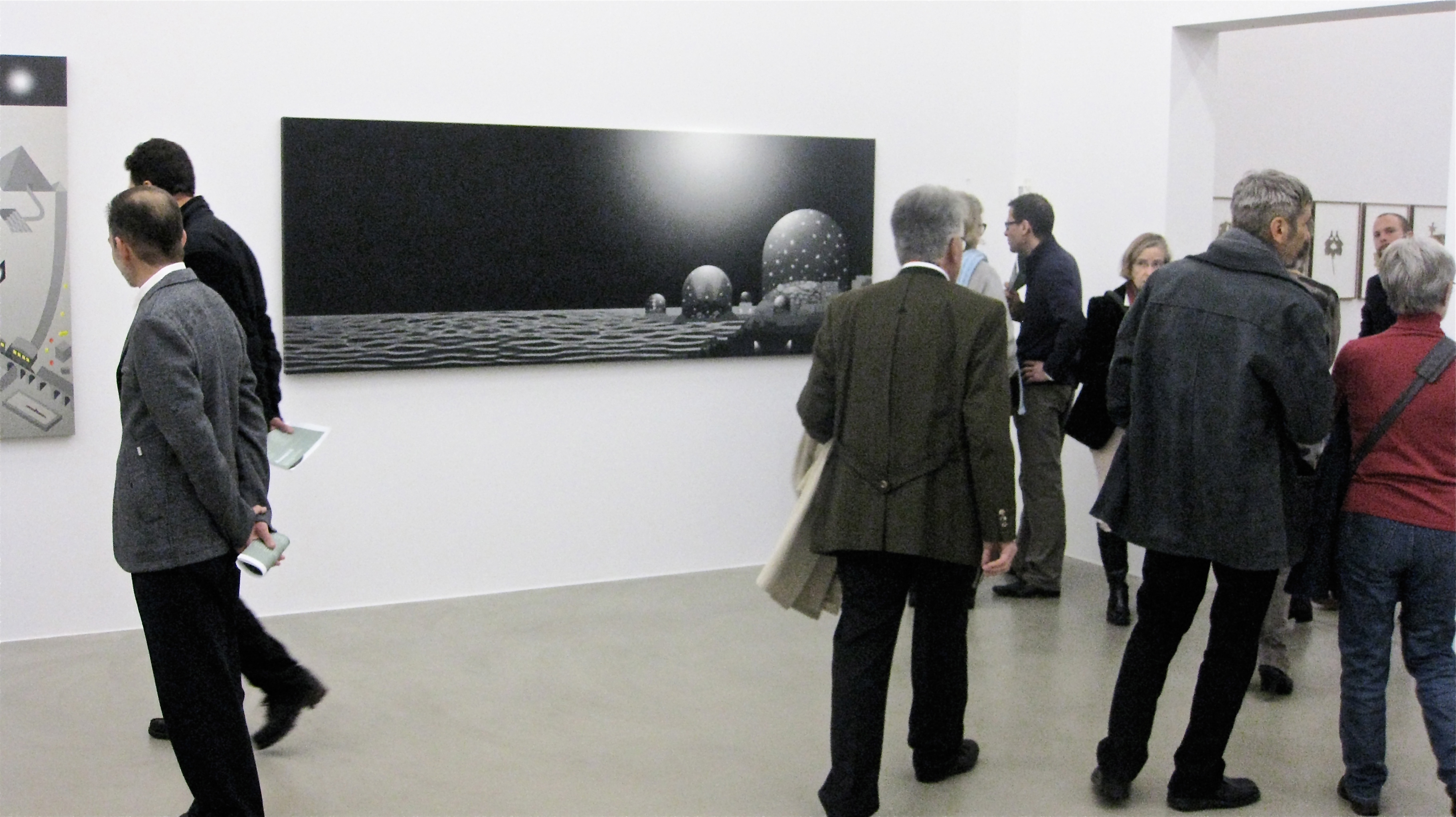
Музей искусства Арау, Швейцария
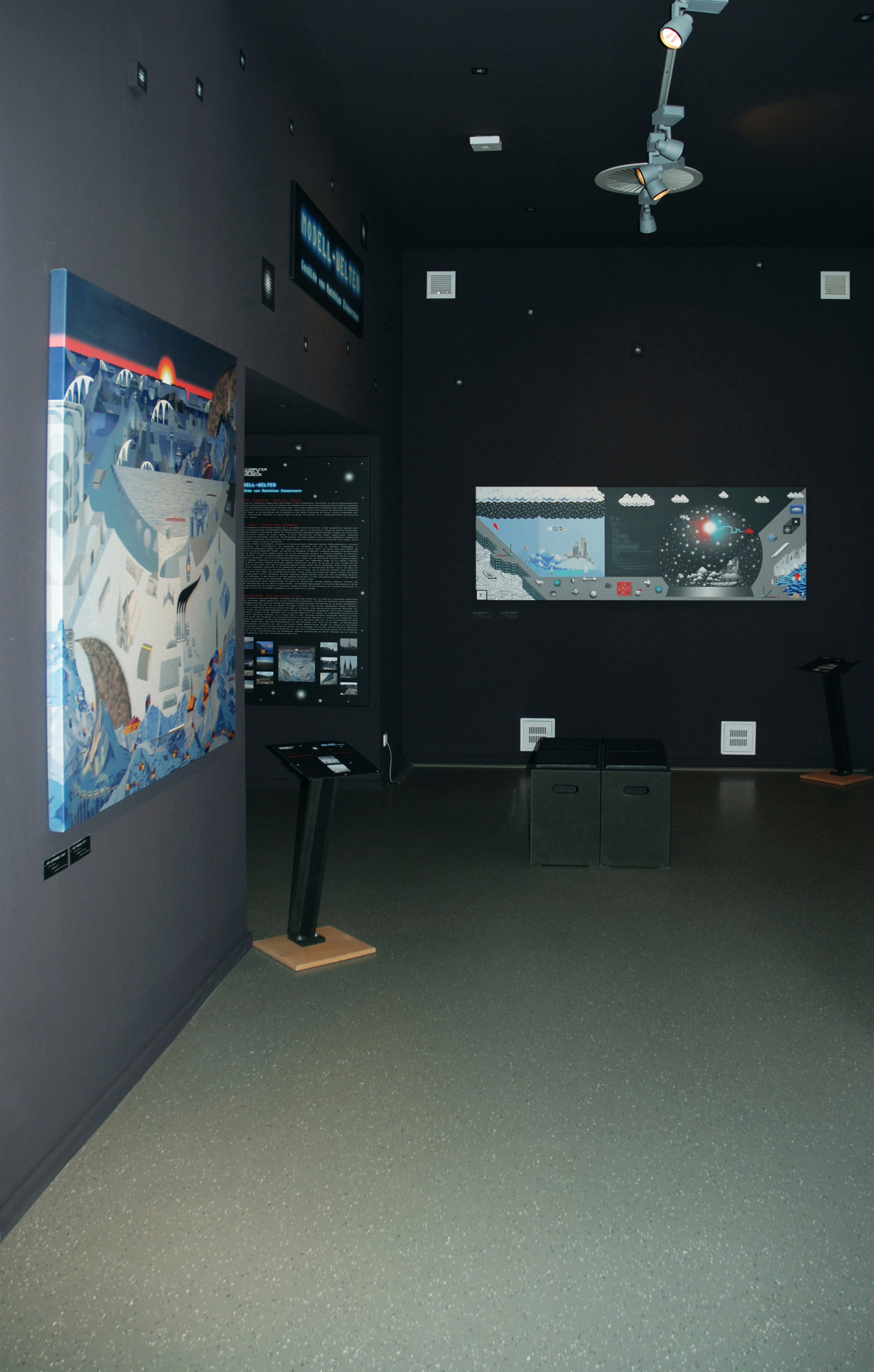
Музей компьютерных игр, Берлин (Германия)
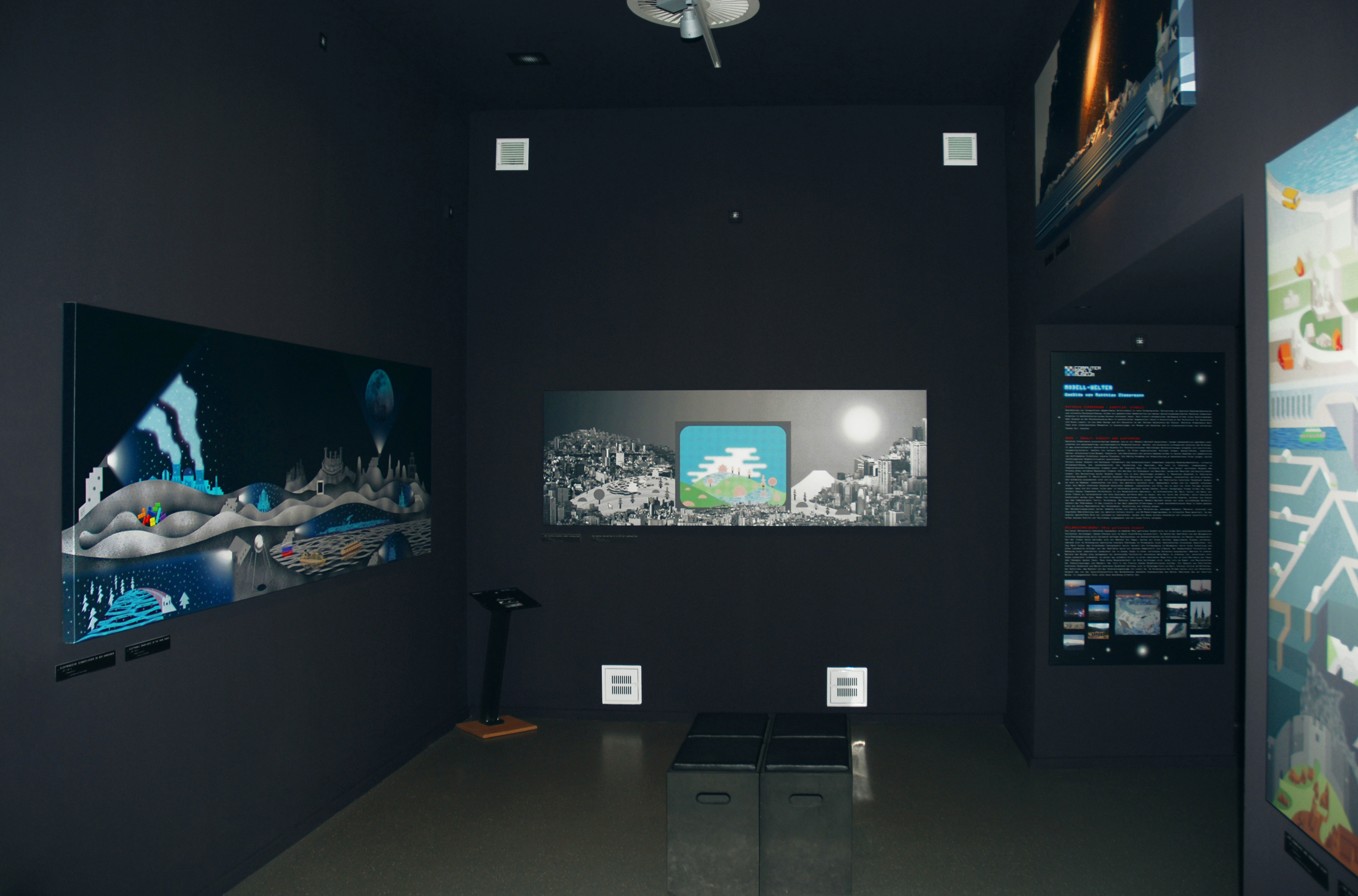
Музей компьютерных игр, Берлин (Германия)
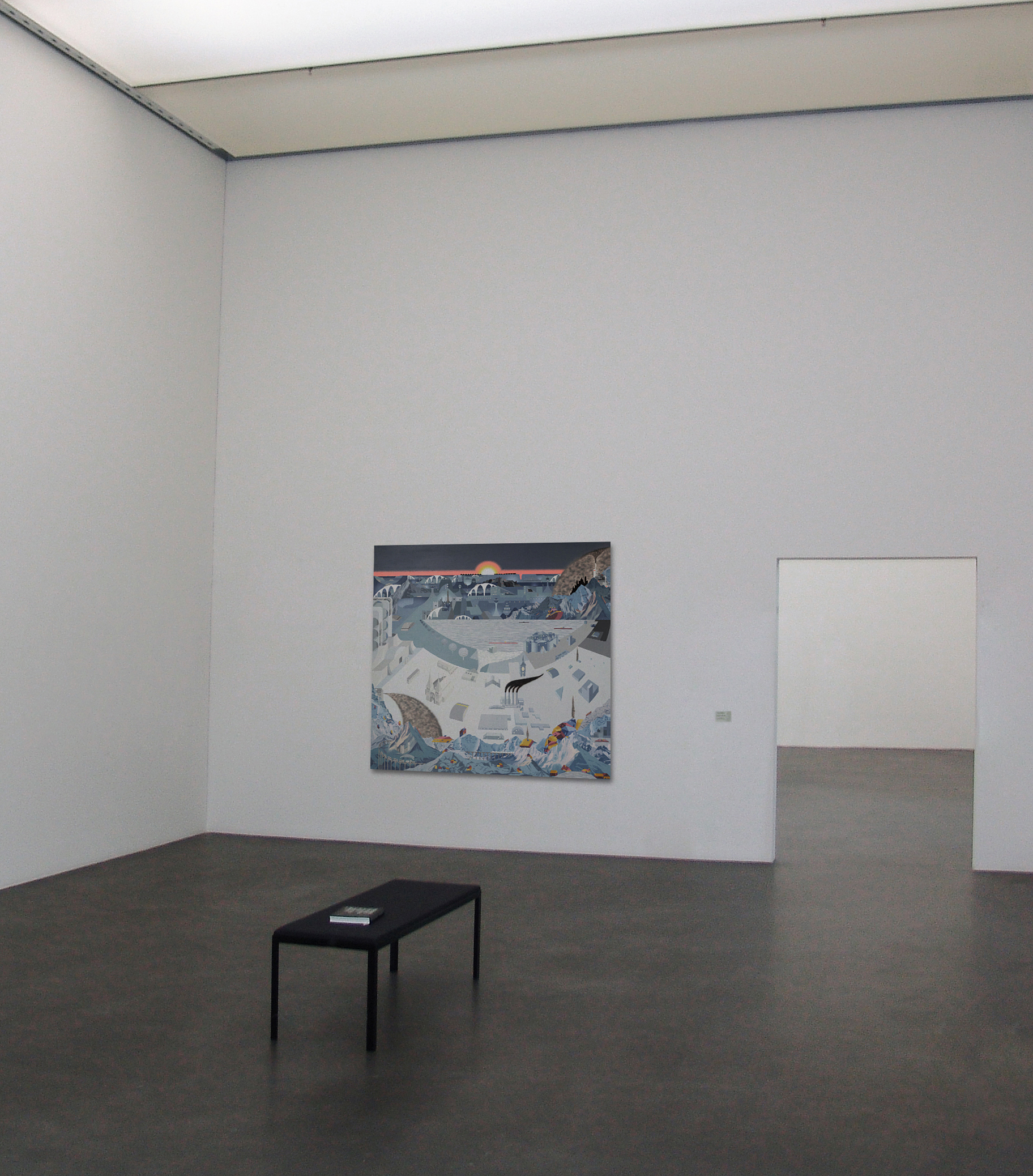
Музей искусства Люцерн, Швейцария

## Публикации
- Natascha Adamowsky (ed.): Digital Modern. The Model Worlds by Matthias Zimmermann. Hirmer Publishers, Munich 2018, ISBN 978-3-7774-2388-3[8]
- Huberts|Christian Huberts, Sebastian Standke (Hrsg.): Between|Worlds: Atmospheres in the Computer Game. Werner Hülsbusch, Glückstadt 2014, ISBN 978-3-86488-063-6
- Mark R. Hesslinger  / Beate Reifenscheid (ed.): Die Realität und das Göttliche - Vom Deutschherrenhaus zum Ludwig Museum 1216 - 2016, with contributions by Frank Bayard, Jens Fachbach, Stefan Heinz, Suzana Leu, Mark R. Hesslinger, Koblenz: Ludwig Museum, 2016, ISBN 978-3-9816878-2-8[9]
- Dagmar Fenner (Hrsg.): Was kann und darf Kunst? Ein ethischer Grundriss. Campus Verlag, Frankfurt a. M. 2013, ISBN 978-3-59339-871-6